# Exoprosopa altaica
Exoprosopa altaica är en tvåvingeart som beskrevs av Paramonov 1925. Exoprosopa altaica ingår i släktet Exoprosopa och familjen svävflugor. Inga underarter finns listade i Catalogue of Life.